# Campylobacteriosis
A campylobacteriosis megbetegedés kórokozója a Campylobacter baktériumnemzetség valamely tagja, Magyarországon leggyakrabban a Campylobacter jejuni, illetve a Campylobacter coli. Az összes hasmenéses esetek mintegy egynegyedét Campylobacter fajok okozzák, Magyarországon évente 10 000 megbetegedést regisztrálnak. Mint az enterális betegségek általában, nyáron és ősszel fordul elő leggyakrabban. Minden korcsoportot megbetegíthet, de leggyakrabban kisgyermekek (5 év alattiak) között fordul elő.
A campylobacteriosis állatról emberre terjedő betegség: a kórokozó csirke, kutya, macska, sertés belében él, így a házi „kedvencünktől” fertőződhetünk kontaktus révén. Bejuthat a baktérium a fertőzött állat elégtelenül megfőzött-megsütött húsának (például grillcsirkének), illetve egyéb termékeinek (például nyers tejnek) a fogyasztása révén is az emberbe. A beteg ember székletével a külvilágba jutott kórokozó emberről emberre is terjedhet, ha például valamely vízbázis fertőződik ilyen módon a kórokozóval, kisebb-nagyobb járványokat is okozhat. A fejlődő országokba történő utazások során kialakult hasmenések zömét is valamely Campylobacter baktérium okozza.

## Tünetek
A campylobacteriosis fertőzés leggyakoribb formája a gyomor-bélhurut (gasztroenteritisz). A betegség hasmenéssel, hasi fájdalommal és görcsökkel jár, utóbbiak súlyosak is lehetnek. A hasmenés lehet véres, nyákos, és 38-40 °C-ot elérő láz is felléphet. Az időszakosan jelentkező láz lehet a megbetegedés egyetlen gyomor-bélrendszeren kívüli külső tünete.
A Campylobacter a véráram fertőződését is kiválthatja (bakteriémia), mely leggyakrabban cukorbetegekben és rosszindulatú daganatban szenvedőknél fordul elő.

## Kórismeret és kezelés
A Campylobacter fertőzések kórismeretéhez a széklet vagy egyéb testnedvek mintáinak laboratóriumi elemzése szükséges, amely során az izolált kórokozó antibiotikum érzékenységét is meghatározzák, azonban csak ritkán, súlyos esetekben van szükség antibiotikum adására.
Kezelése a hasmenés tüneti kezeléséből áll: diéta, folyadékpótlás, élőflórás tejtermékek (kefir) fogyasztása. A betegség a megfelelő kezelésre hamar gyógyul, hosszan tartó kórokozó-hordozás nem marad a betegség kiállása után.

## Járványügyi teendők, megelőzés
A campylobacteriosis Magyarországon 1998. január 1-jétől be- és kijelentésre kötelezett fertőző betegség. Minden orvosnak jelezni kell a járványügyi szervek felé a betegség gyanúját is, hiszen a járványügyi szakemberek mindig a legaktuálisabb gyakorlati tanácsokkal látják el a beteget, illetve a környezetében élőket. Ezáltal gyorsabb lesz a gyógyulás és esetleg nagyobb járvány kitörését is sikerül megakadályozni.
Amennyiben a beteg környezetében élők között van 1-6 éves gyermekek közösségébe járó, vagy 1-6 éves gyermekek ellátásával foglalkozó személy, vagy közfogyasztásra szánt élelmiszereket, italokat kezelő személy, továbbá közétkeztetésben, vízműveknél dolgozó személy, azt járványügyi megfigyelés alá kell helyezni és foglalkozását csak akkor folytathatja, ha az elvégzett székletvizsgálata negatív eredményt ad. A fertőző betegség addig tart, amíg a kórokozó a széklettel ürül, ezért ilyen esetekben a betegnél is kell ún. felszabadító széklettenyésztési vizsgálatot végezni, miután tünetmentessé válik.
A betegség megelőzhető, illetve továbbterjedése megakadályozható a bélfertőzésekre általában érvényes higiénés szabályok betartásával. A betegek környezetében folyamatos fertőtlenítést kell végezni. Ezt a tevékenységet, ha kórházba kerül a beteg, az ellátást végző fertőző osztályon automatikusan elvégzik. Amennyiben otthonában marad, nagyon fontos a rendszeres kézfertőtlenítés, a betegek székletszóródásának megakadályozása, továbbá a széklettel szennyezett textíliákat, evőeszközöket, ivóedényeket, a beteg által használt WC-t, ágytálat folyamatosan fertőtleníteni kell. A beteg gyógyulása után elvégzendő zárófertőtlenítésnél az előzőeken kívül még a betegszoba felületeit is fertőtleníteni kell.